# Музичко Олександр Іванович
Олександр Іванович Музичко, відомий також як Сашко Білий (19 вересня 1962, Кізел, Пермська область — 24 березня 2014, Бармаки) — український націоналіст, військовик, учасник організацій СНУМ, УНА, УНСО. Координатор Правого сектора на заході України.

## Життєпис
Народився 19 вересня 1962 року у місті Кізелі Пермської області Російської РФСР в українсько-білоруській родині репресованих Івана Дмитровича й Олени Павлівни Музичків. Предки Олександра Музичка воювали в Армії УНР. Брат діда Олександра Музичка воював в УПА. Три дядьки Олександра Музичка воювали в УПА і загинули від репресій.
Освіта Олександра Музичка середня спеціальна. У 1981–1983 роках проходив строкову військову службу у військах протиповітряної оборони, військова частина 33115с в Тбілісі.
Після проголошення незалежності України отримав українське громадянство. Створив у Рівному першу націоналістичну організацію СНУМ (Спілка незалежної української молоді), згодом став членом Української національної асамблеї, а після подій ГКЧП — загонів УНСО на Рівненщині.
У 1994 році, під час першої чеченської війни, командував загоном УНА-УНСО «Вікінг», який воював у складі підрозділу польового командира Шаміля Басаєва, був особистим охоронцем президента Ічкерії Джохара Дудаєва. Під час першої чеченської війни отримав позивні «Білий» і «Консул».
Після загибелі Джохара Дудаєва Олександр Музичко повернувся до України. Неодноразово був обвинуваченим за кримінальними статтями. У січні 2003 року рівненський міський суд засудив Олександра Музичка до трьох з половиною років ув'язнення.
У 1995 році Музичко побився з відвідувачем кафе. Суд визнав Музичка винним у скоєнні злочину — заподіяння тяжких тілесних ушкоджень. У 1997 році Музичка звинуватили у замаху в Києві на Олега Біса — члена УНА-УНСО. Через брак доказів справу закрили.
У 2012 році Олександр Музичко балотувався в народні депутати України по 153-му виборчому окрузі (центр — м. Рівне), посівши 6 місце (1226 голосів; 1,14 %).
З 2013 року був координатором Правого сектора у західних областях. Активний учасник рівненського Євромайдану.
27 лютого 2014 року прийшов до прокурора Рівненської районної прокуратури Андрія Таргонія зі зброєю та словесно принизив. Пізніше пообіцяв покарати міністра внутрішніх справ України Арсена Авакова «як собаку».
28 лютого 2014 року Сашко Білий повідомив, що якщо люди Авакова приїдуть на територію Рівненської області затримувати його, то він їх знищить і після цього поїде «брати Київ».
8 березня 2014 року слідчими МВС було відкрите кримінальне провадження за статтями Кримінального кодексу, що передбачають відповідальність за хуліганство, а також за погрози чи насильство щодо працівника правоохоронного органу. Музичка було оголошено у розшук. У МВС заявляли, що Музичко був членом організованої озброєної злочинної групи, яка вчиняла кримінальні правопорушення на території Рівненської та кількох інших областей.

## Загибель
Близько 1 години 25 березня 2014 року Олесь Доній на своїй сторінці у соціальній мережі Facebook повідомив про смерть Сашка Білого:
| Щойно повідомили, що вбили «Сашка Білого» (Олександра Музичка) в Рівному. Два автомобілі підрізали його машину, витягнули, пересадили до себе. Потім викинули на землю — руки за спиною в наручниках, два постріли в серце [9]. |
Рівненський активіст Сергій Понурко у соціальних мережах теж повідомив про вбивство Сашка Білого, однак за його даними тіло з двома вогнепальними пораненнями у голову знайшли поблизу села Бармаки. Повідомлялося також про те, що тіло Сашка Білого знайдено поблизу кафе «Три карасі», а сам Музичко загинув внаслідок стрілянини, влаштованої невідомими у цьому кафе. На тілі Музичка виявлено вогнепальні поранення у ногу і серце.
На брифінгу МВС повідомили, що Олександр Музичко був смертельно поранений під час затримання, оскільки відкрив вогонь у бік правоохоронців. У ніч з 24 на 25 березня співробітники ГУБОЗ, зокрема спецпідрозділи «Сокіл», проводили спецоперацію з затримання членів ОЗУ поблизу м. Рівне. За даними МВС України Олександр Музичко був членом організованої злочинної групи. Перший заступник міністра ВС України Володимир Євдокимов наголосив, що Музичко під час затримання відкрив вогонь, і співробітники міліції у відповідь почали стріляти по ногах, а потім, під час самого затримання, лунали постріли. Музичка було двічі поранено у ногу з табельної зброї, інші три постріли були зроблені з його власного пістолета після того, як правоохоронці повалили його на землю. Працівники міліції виявили у загиблого крупну суму грошей і обойму до пістолета.
Пізніше перший заступник міністра внутрішніх справ Володимир Євдокимов заявив, що Сашко Білий застрелився під час затримання. Знайомий Олександра Музичка Сергій Пандрак, в ефірі Громадського ТБ заперечив, що Сашко сам себе застрелив:
| Коли він почав кульгати, у цей момент співробітник накидається на нього, аби завалити, стріляє Білий... Падають на землю, стріляє другий раз... Лежить обличчям вниз, на землі, рука під собою. Коли намагаються руку з пістолетом знешкодити, звучить третій постріл[14]. |
26 березня Аваков підписав Наказ про призначення та проведення службового розслідування. МВС України повідомило, що готові долучити до розслідування справи про смерть Музичка громадськість. Згідно з висновком комісії МВС, Музичко сам випадково вистрелив у себе, а правоохоронці під час затримання діяли відповідно до законодавства. Розслідування також проводили Генпрокуратура України та тимчасова слідча комісія Верховної Ради, засідання якої транслювалися у прямому ефірі.
За 10 днів до загибелі Сашко Білий у відеозверненні звертався до правоохоронних органів з попередженням, що його можуть «прибрати».
Після загибелі Олександра Музичка представники партії «Правий сектор» заявили, що мають намір помститися міністру МВС України Арсену Авакову за вбивство Сашка Білого. Лідер «Правого сектора» Дмитро Ярош на брифінгу в Києві заявив, що вимагає відставки міністра МВС України Арсена Авакова і арешту бійців «Сокола», причетних до убивства С.Білого. Судмедекспертизою так і не було підтвердженно факт самовбивства Олександра Музичка.

## Похорон

Могила Олександра Музичка, кладовище «Нове»

Прощання з Олександром Музичком відбулося 26 березня 2014. Почесті були організовані на рівні загиблих героїв «Небесної сотні». Попрощатися з загиблим до Рівненського обласного музично-драматичного театру прийшли побратими, рівненські політики, прості громадяни та депутати (загалом кілька тисяч люду).
Далі похоронна процесія вирушила центральною вулицею міста до Свято-Покровського собору, де відбулася панахида. У колоні пройшли активісти «Правого сектора» з Рівного й інших регіонів, а також прості рівняни. Процесія, попри сильний дощ, зібрала кілька сотень людей. Вона повністю перекрила рух в центрі міста, зупинялась перед Свято-Воскресенським собором, майданом Незалежності та пам'ятником Климу Савуру. Загиблого проводжали скандуванням «Наша земля — наші герої!», «Героям тричі слава!», «Сашко — герой!». Похорон знімали рівненські та іноземні телеканали. На похороні був присутній лідер партії «Правий сектор» Дмитро Ярош.
Похований Олександр на Алеї Героїв кладовища «Нове» («Молодіжне»).

## Реакція на загибель Олександра Музичка
- 27 березня 2014 Рівненська міська рада оголосила загибель Олександра Музичка політичним вбивством і закликала міністра внутрішніх справ Арсена Авакова подати у відставку.
- 31 березня 2014 Луцька міська рада оголосила загибель Олександра Музичка політичним вбивством і закликала міністра внутрішніх справ Арсена Авакова і його заступника Володимира Євдокимова подати у відставку.

## Нагороди
- Кавалер чеченського ордену «Герой нації» (чеч. Орден «Къоман Турпал», Orden «Qoman Turpal»; 22 жовтня 1996), яким його нагородив виконувач обов'язків президента Чеченської Республіки Ічкерія Зелімхан Яндарбієв[26].
- Відзнака ДУК «Правий сектор» «Бойовий Хрест Корпусу» (посмертно, № відзнаки 070. Наказ № 152/18 від 16 грудня 2018 року).

## Вшанування пам'яті
- На місці його смерті встановили пам'ятний хрест і пам'ятну плиту, на якій написано: «На цьому місці 24.03.2014 р. був убитий Вірний Син Українського народу— лідер УНА-УНСО, Координатор Правого Сектора по Західній Україні Музичко Олександр Іванович (Сашко Білий). Слава Україні! Героям Слава!». У лютому 2016 цю стелу розбили невідомі[27]. Згодом її відновили.
- На початку своєї незалежності у столиці Чечні, Грозному, була вулиця Сашка Білого. Після приходу до влади Рамзана Кадирова вулицю було перейменовано.
- На честь нього названий 10-й запасний батальйон імені Олександра Музичка Добровольчого Українського Корпусу, який дислокується в Рівному.
- У квітні 2024 року у Конотопі з'явилася вулиця Олександра Музичка (колишня Ананьєва).

### У музиці
Гурт Гайдамаки і Cai Caslavinieri присвятили Сашку Білому свою пісню «Аркана». Зокрема у пісні такі слова:
| Того Білого Сашка пани ся бояли, За голову Музичкову гроші обіцяли. Вбили Сашка Білого би гроші дістати, А хто буде бідним людям тепер помагати?.. Коли везли рідним містом Музичкове тіло, То в кожного чоловіка серце заболіло. Бодай тих політиків Бог на вік побив, Що вбили Сашка Білого, що нам добро робив. |
Чеченський композитор, поет і співак Імам Алімсултанов згадує Сашка у своїй пісні «Украина, спасибо тебе!» у наступних рядках:
| Память ребятам УНСО, погибшим в чеченской войне, Слава тебе наш Сашко, Тараса Бульбы сыновьям. |

### У літературі
У 2020 році вийшла біографічна книга «Сашко Білий: Життя, мов спалах».